# Toys „R” Us
Toys „R” Us – sieć wielkopowierzchniowych sklepów z zabawkami z siedzibą w Wayne w New Jersey, USA. Posiadał swoje sklepy w Europie, Ameryce Północnej, Australii, Azji i Afryce.
18 września 2017 roku firma złożyła wniosek o objęcie ochroną na mocy 11 Rozdziału 11 amerykańskiego Kodeksu Upadłościowego w Sądzie Upadłościowym, a także złożyła wniosek o ochronę przed upadłością w Kanadzie. 14 marca 2018 roku ogłoszono, że wszystkie sklepy Toys „R” Us w Wielkiej Brytanii zostaną zamknięte. Następnego dnia ogłoszono, że firma zakończyła działalność w Stanach i zamknie wszystkie 735 sklepów w Stanach Zjednoczonych. Jednakże firma nadal istnieje jako właściciel międzynarodowych lokalizacji, z wyjątkiem kanadyjskich sklepów, które nadal działają pod nowym właścicielem. Na początku czerwca 2018 roku 82 sklepy Toys „R” Us Canada zostały kupione przez Fairfax Financial Holdings Ltd, za 300 milionów dolarów i nadal działa.

## Obecność w Polsce
Pierwszy sklep został otwarty w Warszawie w Blue City w listopadzie 2011 roku. We wrześniu 2014 Toys R Us uruchomił polski sklep internetowy pod adresem www.toysrus.pl. W 2017 sieć posiadała 16 placówek. W 2021 i we wczesnych tygodniach 2022 sieć zamknęła 8 (w Białymstoku, Bielsku-Białej, Czeladzi, Krakowie, Poznaniu, Szczecinie, Toruniu, Lublinie, Bielanach Wrocławskich i Warszawie) sklepów stacjonarnych. 
Sieć posiadała jeszcze 4 sklepy w Bielanach Wrocławskich (zamknięto), Gdańsku, Lublinie (zamknięto) oraz Rzeszowie, wszystkie zlokalizowane są w centrach handlowych. (stan na marzec 2022). W 2024 roku funkcjonował jedynie sklep Łódzki.